# Roland Ratzenberger
Roland Ratzenberger (Salzburg, Ausztria, 1960. július 4. – Bologna, Olaszország, 1994. április 30.) osztrák autóversenyző, Formula–1-es pilóta.

## Pályafutása
Roland Ratzenberger 1983-ban a német Formula Ford bajnokságban versenyzett és ezen kategória osztrák és közép-európai bajnokságát 1985-ben meg is tudta nyerni. Ugyanebben az évben a Brands Hatch-ben megtartott Formula Ford fesztiválon egy második helyet szerzett, következő évben pedig a brit Formula 3 bajnokságban találta magát, ahol két év alatt két összetettbeli 12. helyet szerzett, majd továbbállt a Túraautó Világbajnokság mezőnyébe, ahol a Schnitzer csapat BMW M3 autóját vezette. A rövid zártautós kitérő után 1989-ben a brit Formula 3000-ben egy győzelmet aratva harmadik helyen végzett.
1990-ben szériát és országot is váltott, Japánban ismét sportautókkal versenyzett, köztük túraautókkal, 1990-ben és 1991-ben is ötödik helyet szerezve egy BMW M3 autóval. 1992-ben már a japán Formula 3000-ben indult és annak ellenére, hogy régebbi fejlesztésű autója volt, két versenyt is meg tudott nyerni és másodikként végzett az összetettben, a következő évben pedig tizenegyedikként.
Le Mans-ban a híres 24 órás autóversenyen is több alkalommal elindult, elsőként 1989-ben a Brun Motorsportnál egy Porsche 962 volánjánál Maurizio Sandro Sala és Walter Lechner társaként, azonban a harmadik órában már feladni kényszerültek a versenyt. 1991-ben szintén velük indult, de 1990-ben egy kitérőt tett a Sard csapathoz, majd 1992-ben és 1993-ban is velük indult el. Utóbbi évben ötödik helyet szerzett Mauro Martini és Naoki Nagasaka társaként egy Toyota 93 C-V autóval.
1994-re megvalósulhatott élete nagy álma: Formula–1-es szerződést kapott a Nick Wirth vezette újonc Simtek csapattól öt versenyre, David Brabham csapattársaként. Élete első versenyén, Brazíliában nem sikerült kvalifikálnia magát a versenyre, miután az első időmérő edzésen mechanikai problémák adódtak autójával, míg a második edzésen felhőszakadás zúdult a pályára, így esélye sem volt bejutni az indulók közé. Ez óriási nyomást tett a pilótára, ami sajnos a későbbiekben megmutatkozott. A második, Aidában megtartott Csendes-Óceáni Nagydíjon már a rajtrácson állhatott: élete első versenyén, amelyen részt is vett, a 11. lett.

## Halála

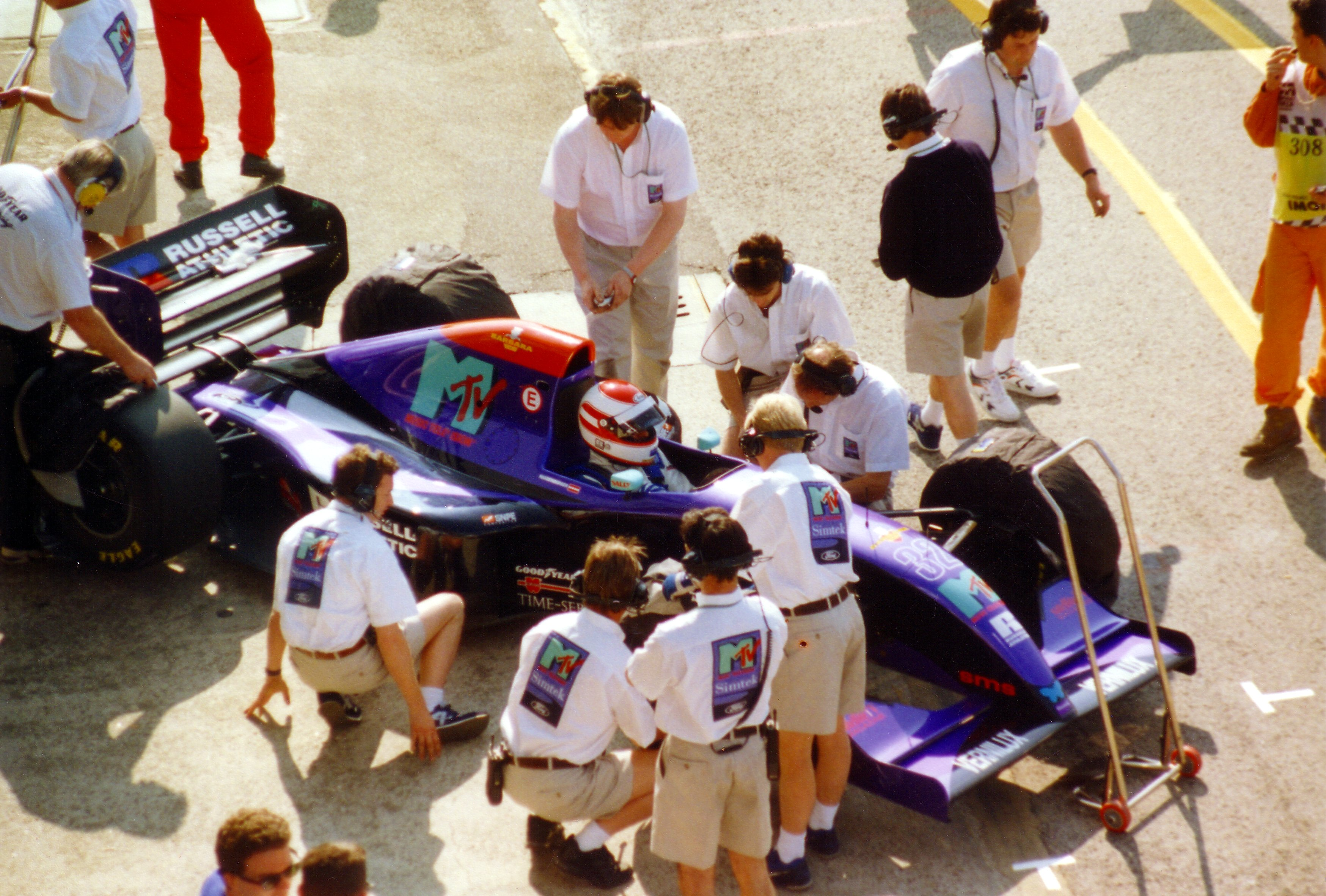
Ratzenberger élete utolsó napján Imolában

Az 1994-es San Marinó-i nagydíj időmérő edzésen, április 30-án az osztrák versenyző kicsit lecsúszott a pályáról az egyik kanyarban, majd úgy döntött, hogy megkezd még egy gyors kört. Miután csak 2 kerékkel hagyta el a pályát, így csak gyors irányváltásokkal ellenőrizte, hogy az autó nem sérült-e meg, majd megkezdte a következő gyors körét az edzés 20. percében. Az első vezetőszárnya teljes terhelésnél röviddel később, a teljes gázzal vehető Villeneuve-kanyarba érkezéskor eltört. (Jól mutatja a fellépő erők nagyságát, hogy a letört első szárny kb. 7-10 m magasra repült fel.) Ez az autó irányíthatatlanná válását okozta, és az osztrák versenyző már nem tudta elkerülni az ütközést, szinte teljes sebességgel (315 km/óra) a betonfalnak csapódott, majd a következő kanyarban megállt. A teljesen összeroncsolódott autóban a pilóta feje természetellenesen félrebicsaklott, azonnal észrevehető volt, hogy nagy a baj.
Miközben természetesen az edzést megállították, a mentőcsapatok pillanatokon belül a helyszínre érkeztek, és megkezdték küzdelmüket Ratzenberger életéért, de már a sisak levételekor látták, hogy esélye sincs a túlélésre a pilótának, aki erősen vérzett az orrán, száján és a fülén keresztül is. Az osztrák versenyző szinte azonnal belehalt a csigolya- és koponyaalapi törésébe. Ezt nem sokkal a bolognai Maggiore kórházba való szállítása után jelentették be. A sors fintora, hogy Ratzenberger azért nem jött ki a boxba ellenőriztetni az autóját, hogy ne veszítsen időt a javítással, és biztosan legyen elég ideje ahhoz, hogy a vasárnapi futamra minősítse magát, és ezen tervét halála sem gátolta meg. A pilóta így is a 26. rajthelyet szerezte meg, vagyis indulhatott volna a vasárnapi nagydíjon. Ez volt az első haláleset Formula–1-es versenyhétvégén Riccardo Paletti 1982-es Kanadában elszenvedett balesete óta, és Elio de Angelis 1986-os tesztbalesete óta Roland Ratzenberger volt az első, aki Formula–1-es autóban vesztette életét.

Ratzenberger halálos balesetének helye, a Villeneuve-kanyar az imolai pályán

A balesetet követően Ayrton Senna, Michael Schumacher és Gerhard Berger létrehozták a GPDA-t, a Versenyzők Érdekvédelmi Szervezetét, hogy a pályák és az autók biztonságáért tegyenek. A következő napon 1994. május 1-jén, Ayrton Senna is életét vesztette. A monacói nagydíjon az első két rajtkockát szabadon hagyták és egy brazil, illetve egy osztrák zászlót festettek rájuk a két elhunyt versenyző tiszteletére. A pilóták körében igen népszerű osztrák sisakmintáját festette a légbeszívóra a Simtek csapat "for Roland" felirattal, ezzel adózott emléke előtt a csapattársa David Brabham, akinek autóját díszítette a piros-fehér sáv.
Ratzenberger és Senna balesete után több műszaki szabályváltoztatás életbe lépett, szigorították a törésteszteket, magasították a pilótafülke oldalfalait, és hosszú fejlesztések után a HANS-t is bevezették 2003-ban, amely az osztrák versenyző sérüléseihez hasonlók megakadályozását szolgálja.
Ayrton Senna autójában a balesete után egy összetekert osztrák zászlót találtak: ezt lengetve akart tisztelegni a futam utáni levezető körben Roland Ratzenberger emlékére.

## Teljes Formula–1-es eredménysorozata
(Táblázat értelmezése)

(Félkövér: pole-pozícióból indult; dőlt: leggyorsabb kört futott) 

| Év   | Csapat          | Típus       | Motor   | 1      | 2      | 3      | 4   | 5   | 6   | 7   | 8   | 9   | 10  | 11  | 12  | 13  | 14  | 15  | 16  | Helyezés | Pontok |
| ---- | --------------- | ----------- | ------- | ------ | ------ | ------ | --- | --- | --- | --- | --- | --- | --- | --- | --- | --- | --- | --- | --- | -------- | ------ |
| 1994 | MTV Simtek Ford | Simtek S941 | Ford V8 | BRA Nk | PAC 11 | SMR Ni | MON | ESP | CAN | FRA | GBR | GER | HUN | BEL | ITA | POR | EUR | JPN | AUS | -        | 0      |